# Csaitjaváda
A csaitjaváda vagy csetijaváda korai buddhista iskola vagy szekta, amely a mahászánghika irányzatból alakult ki, főleg a szerzetesek magaviseleti szabályzatát illető vitát követően. Azokat a mahászánghikákat hívták csaitjavádának, akik a Dhanyakataka (ma Dharanikota falu) közelében éltek. Az irányzat követői a nagylelkűség és adakozás (lásd: dána) gyakorlói voltak, akik hódoltak a felállított sztúpák előtt. Ma a nepáli nevar buddhizmus áll legközelebb a csaitjaváda vallásfilozófiájához.

## Története
Gautoama Buddha halála után (parinirvána) a testét elhamvasztották és szétosztották a törzsek között. Ezeknek a népeknek a kultúrájához hozzátartozott, hogy az elhunyt személyek maradványai fölé emléképületeket, sztúpákat emeltek. A Buddhát megelőző korokban például a dzsainák is már építettek hasonló szenthelyeket. A buddhizmus esetében ezek az emlékművek voltak hivatottak szimbolizálni Buddha örök jelenlétét. A sztúpa előtt lerótt tisztelet hagyománya és a sztúpa tárgyként való imádata idővel felerősödött. Erről a kultúráról tanúskodnak a Száncsiban és egyéb helyszíneken található faragott falelemek. A sztúpát úgy nevezték, hogy csetija
A csaitjaváda iskola alapítója egy bizonyos Mahádéva. Az általa alapított kultuszban érdemszerzésnek számított a csaitják előtti tiszteletadás, virág-, koszorú- és tömjénfelajánlás, valamint az építmények körbejárása. Adzsátasatru császár állítólag nyolc olyan sztúpát emeltetett Buddha halála után, amelyek Buddha hamvaira épültek. Ezt említi a Maháparinirvána-szútra is. A későbbi beszámolók Asóka királyt említik, hogy ő hordatta szét Buddha maradványait további sztúpákba is. Asóka oszlopfeliratai azonban nem tesznek erről említést. Amaravati mellett találtak olyan feliratot, amely említi a csetijavada szektát.
Egy kanonikus mű tibeti fordításában szerepel egy Iuuhed Bhavja nevű szerzetes, aki említést tesz, hogy egy Mahádéva nevű szerzetes alapította a csaitjavádát, a mahászánghika egyik ágaként. A mahászánghika a théraváda irányzatból vált ki, néhány vinajával (szerzetesi magaviselettel kapcsolatos alapszabályzat) kapcsolatos nézeteltérés miatt.